# Yarra
Yarra je řeka v australském spolkovém státě Victoria, dlouhá 242 km. Pramení v okrese Yarra Ranges Shire ve Velkém předělovém pohoří a teče západním směrem, protéká hlavním městem Victorie Melbourne a vlévá se do mořského zálivu Port Phillip. Název pochází z domorodého jazyka Bunwurrung, v němž „Yarro-Yarro“ znamená „stále tekoucí“; Yarra je napájena vodou z tajícího sněhu a jako jedna z mála australských řek nevysychá ani v období sucha. Její údolí je důležitou zemědělskou oblastí, na horním toku se nachází přehrada Upper Yarra Reservoir z roku 1957, zásobující aglomeraci Melbourne pitnou vodou.
V roce 1835 odkoupil John Batman od místních Austrálců oblast při ústí Yarry do moře a založil zde město Melbourne. V době zlaté horečky byl tok řeky v okolí Warrandyte odkloněn kvůli těžbě zlata, růst velkoměsta si koncem 19. století vyžádal vysušení bažin v místech, kde se do Yarry vlévá řeka Maribyrnong. Kácení lesů v povodí řeky zvýšilo erozi půdy a řeka se stala pověstná svojí kalnou vodou, vážným problémem je také průmyslové znečištění. Místní ichtyofaunu tvoří Maccullochella peelii, Acanthopagrus butcheri, Macquaria australasica a introdukovaný okoun říční, konzumace jejich masa se však kvůli vysokému obsahu těžkých kovů nedoporučuje. Na řece leží rušné centrum města Melbourne, botanická zahrada Royal Botanic Gardens, Melbourne i Melbournský přístav, vede přes ni řada mostů, z nichž nejvýznamnější je West Gate Bridge. Yarra je splavná až k vodopádům Dights Falls, po jejím břehu vede cyklostezka, provozují se zde vodní sporty, každoročně v březnu se koná největší vodní festival v Austrálii Moomba.